# Вътрешномонголска кампания
Вътрешномонголската кампания е необявена война между Япония и Китай между 1933 и 1936 година.
След сключването на Примирието от Тангу през май 1933 година двете страни се въздържат от интензивни и открити военни действия помежду си. Вместо това японците организират нападения на подкрепяни от тях нередовни части към Вътрешна Монголия, встрани от основната линия на противопоставяне. Прояпонските сили постигат известни успехи, но срещат съпротивата на китайски партизански групи, а през 1936 година са разбити от редовната китайска армия.